# Talamancalia westonii
Talamancalia westonii là một loài thực vật có hoa trong họ Cúc. Loài này được H.Rob. & Cuatrec. miêu tả khoa học đầu tiên năm 1994.